# أوسوربيل
بلدية أوسوربيل (بالإسبانية: Usúrbil) هي بلدية تقع في مقاطعة غيبوثكوا التابعة لمنطقة إقليم الباسك شمال إسبانيا.

## الديموغرافيا
بلغ عدد سكان بلدية أوسوربيل 6.062 نسمة عام 2011 (وفقاً للمعهد الوطني للإحصاء الإسباني).
| 5.265 | 5.282 | 5.338 | 5.661 | 5.718 | 5.919 | 6.062 |

## أعلام
- أندوني إيراولا
- هايمار زوبيلديا
- إيمانول أغيريتشي